# امپایر رکوردز
امپایر رکوردز (انگلیسی: Empire Records) شرکت نشر موسیقی آمریکایی است، که در سال ۲۰۱۰ تأسیس شد.